# Hell Let Loose
Hell Let Loose è un videogioco sparatutto in prima persona tattico, sviluppato da Expression Games e Cover 6 Studios, e pubblicato da Team17. Il gioco consiste nel combattere le più iconiche battaglie della Seconda guerra mondiale sul Fronte occidentale, orientale e del Nordafrica a livello di plotone.
Il gioco è stato sviluppato a creato dallo studio australiano Black Matter guidato da Maximilian Rea, che ha inizialmente annunciato nel 2017 una campagna su Kickstarter ottenendo 220.000$ per lo sviluppo. Il gioco è stato reso disponibile in Accesso anticipato il 6 giugno del 2019 a rilasciato nella versione finale nel luglio del 2021 per windows, mentre per console nell'ottobre dello stesso anno.
Nel gennaio 2022 Rea ha venduto il gioco a Team17 per 31 milioni di sterline con un potenziale di guadagno di ulteriori 15 milioni in base all'andamento del gioco. Lo sviluppo del gioco è stato dato in mano a Team17 nel dicembre 2022 che lo ha assegnato a sua volta alla neofondata Cover 6 Studios, e nell'aprile 2023 anche allo studio Expression Games.

## Gameplay
Il gameplay si concentra su battaglie su larga scala, con due squadre da 50 giocatori ciascuna, che competono per il controllo di obiettivi strategici. Ogni partita si svolge in modalità conquista, dove le squadre devono prendere il controllo di settori chiave sulla mappa per avanzare. La vittoria dipende dalla capacità di coordinarsi, difendere le posizioni conquistate e mantenere un flusso costante di risorse per supportare l'avanzamento.
Il gioco enfatizza il lavoro di squadra e la comunicazione, con un sistema di classi specializzate che includono fanteria, supporto, medici, ingegneri e ruoli di comando. Ogni classe ha compiti specifici, come la costruzione di fortificazioni, la gestione dei rifornimenti o il controllo dei veicoli, e il successo dipende dalla cooperazione tra i vari membri del team. Ogni giocatore ha un impatto significativo sulle sorti della battaglia, e il coordinamento tra squadre e squadre di comandanti è fondamentale per il buon esito di una missione.
Le risorse, come il carburante e le munizioni, sono limitate e vanno gestite con attenzione. Inoltre, il gioco include la possibilità di utilizzare veicoli come carri armati, camion e mezzi di trasporto, il cui impiego strategico può cambiare le sorti della battaglia. La gestione delle linee di rifornimento e l’utilizzo delle risorse sono essenziali per non restare senza equipaggiamento e supporto durante gli scontri.
Un altro aspetto distintivo di Hell Let Loose è il realismo, che si riflette nella bassa tolleranza agli errori. La morte di un giocatore ha conseguenze significative, e il combattimento richiede una pianificazione accurata, con l’uso di copertura, la selezione oculata dei punti d’attacco e l’anticipazione delle mosse nemiche.
Le battaglie sono imprevedibili e intense, con un ritmo che alterna momenti di calma e preparazione a fasi di violenti scontri. La gestione delle comunicazioni tramite un sistema vocale, la mappa tattica e il supporto da parte dei comandanti aggiungono una dimensione di profondità strategica al gameplay, rendendo ogni partita unica e altamente coinvolgente.